# مارسيلو بروزوفيتش
مارسيلو بروزوفيتش (بالكرواتية: Marcelo Brozović؛ مواليد 16 نوفمبر 1992) هو لاعب كرة قدم كرواتي يلعب مع نادي النصر في دوري روشن السعودي في مركز خط الوسط.

## الإنجازات
دينامو زغرب
- الدوري الكرواتي الممتاز: 2013، 2014
- كأس السوبر الكرواتي: 2013

 إنتر ميلان
- الدوري الإيطالي : 2020–21[6]
- كأس إيطاليا: 2021–22، 2022–23
- كأس السوبر الإيطالي 2021، 2022
- دوري أبطال أوروبا الوصيف: 2022–23

النصر السعودي
• كأس الملك سلمان للأندية العربية 2023

## وصلات خارجية
- مارسيلو بروزوفيتش على موقع الاتحاد الدولي (مؤرشف)  (الإنجليزية)
- مارسيلو بروزوفيتش على موقع الاتحاد الأوربي (الإنجليزية)
- مارسيلو بروزوفيتش على موقع اتحاد كرواتيا (الكرواتية)
- مارسيلو بروزوفيتش على موقع قاعدة بيانات كرة القدم.إي يو (الإنجليزية)
- مارسيلو بروزوفيتش على موقع ليكيب (الفرنسية)
- مارسيلو بروزوفيتش على موقع ناشيونال فوتبول تيمز (الإنجليزية)
- مارسيلو بروزوفيتش على موقع Soccerbase.com (لاعب) (الإنجليزية)
- مارسيلو بروزوفيتش على موقع Soccerway.com (الإنجليزية)
- مارسيلو بروزوفيتش على موقع عالم كرة القدم.نت (الإنجليزية)
- مارسيلو بروزوفيتش على موقع كووورة